# Samuel Price

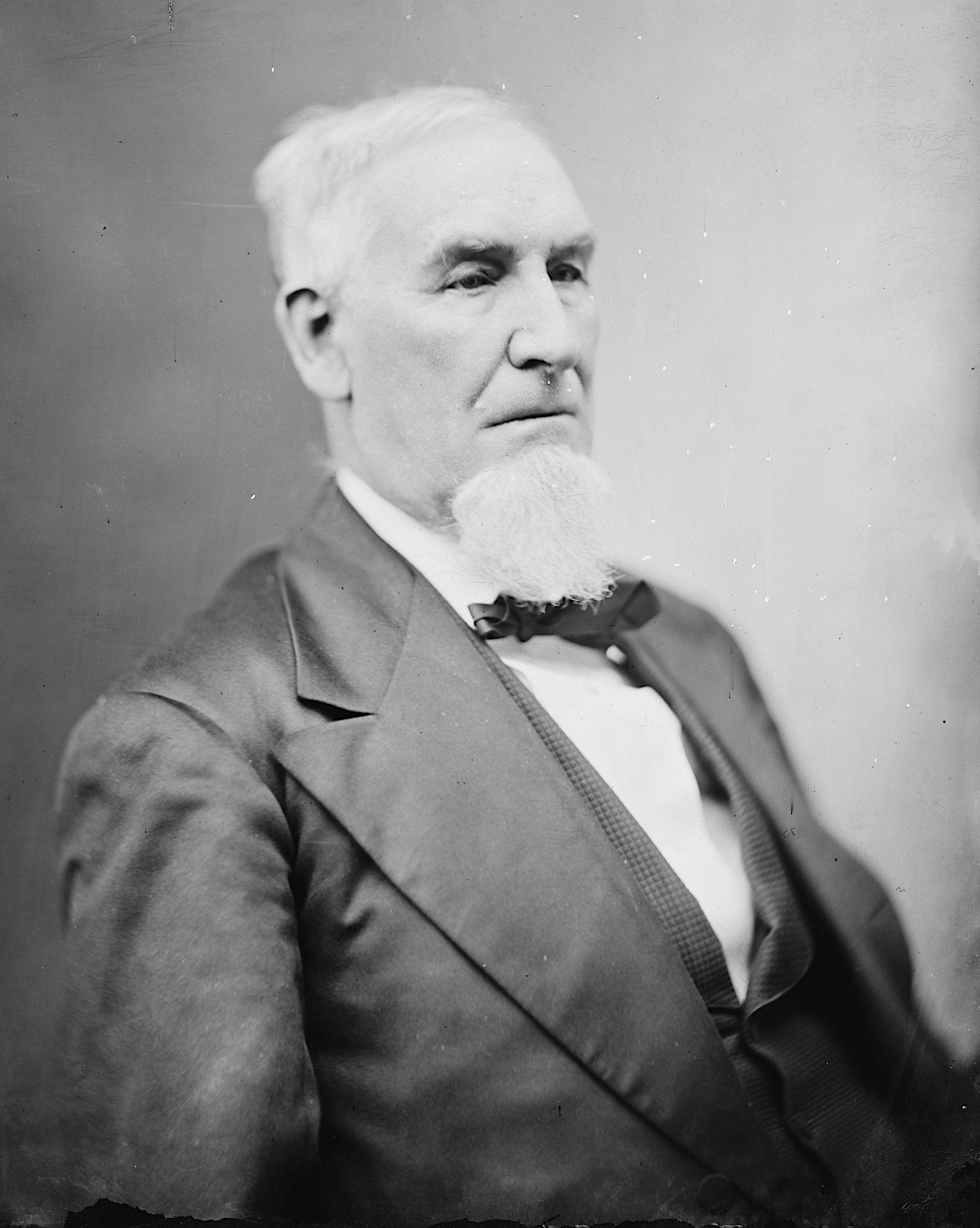
Samuel Price

Samuel Price (* 28. Juli 1805 im Fauquier County, Virginia; † 25. Februar 1884 in Lewisburg, West Virginia) war ein US-amerikanischer Politiker (Demokratische Partei), der den Bundesstaat West Virginia im US-Senat vertrat.
Als Junge zog Samuel Price mit seinen Eltern ins Preston County im heutigen West Virginia. Er studierte dort die Rechte, wurde 1832 in die Anwaltskammer aufgenommen und begann als Jurist im Nicholas County zu praktizieren. Dort erfüllte er 1830 als Clerk die Aufgaben eines Standesbeamten und wurde 1833 Staatsanwalt. 1836 zog er nach Wheeling um, 1838 nach Lewisburg. Von 1836 bis 1850 war er Staatsanwalt im Braxton County.
Politisch betätigte sich Price erstmals zwischen 1834 und 1836 als Abgeordneter im Repräsentantenhaus von Virginia. Dieser Parlamentskammer gehörte er erneut von 1847 bis 1850 sowie 1852 an. In den Jahren 1850, 1851 und 1861 war er Delegierter zum Verfassungskonvent des Bundesstaates. 1863 wurde er zum Vizegouverneur von Virginia gewählt, was er bis zum Ende des Sezessionskrieges blieb; als Präsident des Verfassungskonvents von West Virginia fungierte er 1872.
Nach dem Tod von US-Senator Allen T. Caperton wurde Price zu dessen Nachfolger im Kongress berufen. Er nahm den vakanten Platz ab dem 26. August 1876 und schied am 26. Januar des folgenden Jahres wieder aus dem Senat aus, nachdem er die Nachwahl um den Sitz verloren hatte. Danach zog er sich aus der Politik zurück und starb 1884 in Lewisburg.